# Fulianka
Fulianka je obec na Slovensku v okrese Prešov. Fulianka leží na styku Šarišské vrchoviny a Nízkých Beskyd, v údolí Sekčova. Žije zde 411 obyvatel.
První zmínka o této malebné vesničce je z roku 1410 kdy se ještě nazývala Fwyan. V roce 1773 ji nazvali Fulanka, později Fuľanka (1920), a až v roce 1948 dostala název Fulianka, který má dodnes. Za zmínku stojí i řeckokatolický kostelík z roku 1880 svatých Kosmy a Damiána.